# Erkki Melartin
 (décembre 2023).
Si vous disposez d'ouvrages ou d'articles de référence ou si vous connaissez des sites web de qualité traitant du thème abordé ici, merci de compléter l'article en donnant les références utiles à sa vérifiabilité et en les liant à la section « Notes et références ».
Erkki Melartin est un compositeur, chef d'orchestre et pédagogue finlandais, né Erik Gustaf Melartin à Käkisalmi (alors en Finlande, actuelle Priozersk en Carélie russe) le 2 février 1875, décédé à Pukinmäki (district d'Helsinki) le 14 février 1937.

## Biographie
Exact contemporain de Maurice Ravel (né et mort les mêmes années que lui), il est d'abord l'élève de Martin Wegelius, entre 1892 et 1899, à l'Institut Musical d'Helsinki (qui deviendra le conservatoire en 1924, nommé Académie Sibelius en 1939). Ensuite, de 1899 à 1901, il poursuit sa formation au Conservatoire de Vienne, auprès de Robert Fuchs (comme Jean Sibelius, son illustre aîné et compatriote, avant lui). Revenu en Finlande, il enseigne à l'Institut Musical susnommé (parmi ses élèves, citons Uuno Klami et Aarre Merikanto), dont il sera le directeur de 1911 à 1936, année où il se retire, en raison d'une santé précaire qui le marquera toute son existence (une malformation cardiaque lui avait été diagnostiquée dans sa jeunesse et, de plus, il souffrait de la tuberculose).
Il mène aussi des activités de chef d'orchestre, dirigeant notamment, entre 1908 et 1911, l'Orchestre de Viborg (Danemark), avec lequel il fera des tournées à l'étranger (entre autres, en Afrique du Sud et aux Indes). Comme fait marquant, il dirige en 1909 le mouvement lent de la deuxième symphonie dite Résurrection de Gustav Mahler, compositeur joué alors pour la première fois en Scandinavie. Mentionnons également ses connaissances étendues en divers domaines, dont les arts plastiques, la littérature, les langues (il est polyglotte), et son intérêt pour les cultures étrangères (Outre les pays pré-cités, il visitera la Belgique, l'Égypte...).
Comme compositeur, on lui doit environ 350 pièces pour piano, de la musique de chambre (dont quatre quatuors à cordes), des œuvres pour orchestre (un concerto pour violon, des poèmes symphoniques, des musiques de ballet, des suites, et surtout six symphonies), des pièces chorales ou avec voix solistes (notamment de nombreuses mélodies), et un opéra en 1909 — un des premiers du genre en Finlande depuis Fredrik Pacius — d'après l'épopée nationale du Kalevala.
Sa musique est d'un romantisme tardif, marquée par l'impressionnisme et parfois par l'expressionnisme, poussée jusqu'aux limites de la tonalité, mais sans aller toutefois jusqu'à l'atonalité d'un Arnold Schönberg. Ses compositions sont influencées plus particulièrement par Richard Wagner (ainsi, son opéra qui utilise le procédé du leitmotiv) et par Gustav Mahler (sa sixième symphonie, par exemple, peut être qualifiée de "mahlérienne").
En revanche et assez paradoxalement, ses œuvres ne seront pas (ou très peu) marquées par le style de son collègue Jean Sibelius, le "compositeur national" qui a pourtant eu une influence déterminante sur la vie musicale finlandaise. Le fait pour Melartin d'avoir voulu s'en démarquer explique probablement l'oubli relatif dans lequel il est tombé après son décès en 1937. Prenons le cas de son concerto pour violon : créé en 1913, il a été révisé et rejoué en 1930, puis il a disparu du répertoire, avant d'être réédité en 1997 et enregistré en 1998 pour le label discographique finlandais Ondine.

## Œuvres (sélection)

### Pièces pour orgue
- Sursum Corda (manuscrit)
- 1931 : Festliches preludium (manuscrit)

### Pièces pour piano
- Tulitanssi (Danse du feu) (manuscrit,non publié,date inconnue)
- 1898 : Légende I op.6;
- 1899 : Marionnettes (Marionetteja), suite pour deux pianos op. 1 ; deux ballades op. 5 ; trois pièces op. 8 ;
- 1900 : Légende II op. 12 ; Intermezzi op.16;
- 1906 : 3 Miniatures op.25: Prélude,Mélodie populaire, Humoresque;Arietta dans le style antique,Petite Gavotte;
- 1907 : Jäähyväiset(Adieu) op.48 n°5;
- 1908 : Le Jardin mélancolique (Surullinen puutarha), cinq         pièces op. 52 (dédiées à Jean Sibelius) ;
- 1909 : Pièces lyriques op. 59 ;
- 1911 : Walzer-Miniaturen op.49; Scherzo op.67 n° 2; Elegie op.67 n°3;
- 1913 : Berceuse op.75 n°3; Sonatine n° 1 en sol majeur op. 84 ;
- 1914 : Noli me tangere(Ne me touchez pas),cinq pièces op.87 ;
- 1915 : Surumieli(Tristesse) op.92 n°3;
- 1916 : La Forêt silencieuse (Hiljainen metsä) et Sur les hauts (Korkeuksissa), deux légendes op. 98 n° 1 et n° 3 ;
- 1920 : Vingt-quatre préludes op. 85 (en trois cahiers, le premier publié en 1913) ; Tempeldans(Danse du temple)op.104 n°5,Irrbloss(Feux-follets) op.104 n°6; Festpreludium op.112;
- 1921 : Idylle op.27 n°1 ( Première publication en 1921); Image du crépuscule (Hämärän kuva) op. 110 n° 4 ; Fantasia apocaliptica, sonate n° 1 op. 111 ;
- 1923 : La foret mystérieuse (Den hemlighetsfulla skogen),Six pièces op.118;
- 1924 : Itämainen yö (Nuit du Pays d'Ouest) ( Manuscrit)
- 1925 : Six pièces op. 123: Soir calme,Marche funèbre,Idylle,Procession, Pastorale,Petite marche; Sursum Corda op.125( Version pour piano,manuscrit).

### Musique de chambre
- 1896 : Quatuor à cordes op. 36 nº 1 en mi mineur ;
- 1899 : Sonate pour violon et piano ;
- 1900 : Quatuor à cordes op. 36 nº 2 en sol mineur ;
- 1902 : Quatuor à cordes op. 36 nº 3 en mi bémol ;
- 1910 : Quatuor à cordes op. 62 nº 4 en fa ;
- 1927 : Trio à cordes op. 133 ; Sonate pour flûte et harpe op. 135 (arrangement de la sonatine n° 2 pour piano) ;
- 1929 : Quatuor pour cuivres op. 153 ; Trio pour flûte, clarinette et basson op. 154 ;
- 1935 : Petit quatuor (Pieni kvartetto) pour cors op. 185.

### Œuvres avec orchestre
- 1902 : Symphonie nº 1 en ut mineur op. 30 ;
- 1903 : Siikajoki, poème symphonique op. 28 ;
- 1904 : La Belle au bois dormant (Prinsessa Ruusunen), musique de ballet (et suite d'orchestre publiée en 1911) op. 22 ; Symphonie nº 2 en mi mineur op. 30 ;
- 1907 : Symphonie nº 3 en fa majeur op. 40 ;
- 1909 : Aino, opéra en deux actes ;
- 1910 : Traumgesicht, poème symphonique op. 70 ;
- 1911 : Patrie (Patria), poème symphonique op. 72 ;
- 1912 : Symphonie nº 4 Symphonie de l'été (Kesäsinfonia) en mi majeur op. 80 ;
- 1913 : Concerto pour violon op. 60 ;
- 1914 : La Légende de Marjatta (Marjatta-legenda) avec soprano op. 79 ;
- 1915 : Symphonie nº 5 Sinfonia brevis en la mineur op. 90 ;
- 1917 : Suite lyrique n° 3 Impressions de Belgique (titre original) op. 93 ;
- 1924 : Symphonie nº 6 op. 100 ;
- 1930 : La Perle bleue (Sininen helmi), musique de ballet (et suite d'orchestre) op. 160.
- 1935-1936 : Symphonie nº 7 Sinfonia gaia, Op. 149 (inachevée)
- 1936-1937 : Symphonie nº 8, Op. 186 (incomplète)